# Narahasi Akira
Narahasi Akira (Csiba, 1971. november 26. –) japán válogatott labdarúgó.
A japán válogatott tagjaként részt vett az 1998-as világbajnokságon.

## Statisztika
| Japán válogatott | Japán válogatott | Japán válogatott |
| Időszak          | Mérk.            | gól              |
| ---------------- | ---------------- | ---------------- |
| 1994             | 1                | 0                |
| 1995             | 9                | 0                |
| 1996             | 0                | 0                |
| 1997             | 13               | 0                |
| 1998             | 9                | 0                |
| 1999             | 0                | 0                |
| 2000             | 0                | 0                |
| 2001             | 0                | 0                |
| 2002             | 2                | 0                |
| 2003             | 4                | 0                |
| Összesen         | 38               | 0                |